# Карелија
Карелија (рус. Карелия, карел. и фин. Karjala), или званично Република Карелија, је конститутивни субјект Руске Федерације са статусом аутономне републике на простору северозападне Русије.
Главни град републике је град Петрозаводск.

## Етимологија
Карелија је добила име по титуларном народу Карелима, који су, након Руса (око 82%), други најбројнији народ у овој републици (са око 8%) становништва. Карели су народ угро-финског порекла, а први помен њиховог имена је из VIII века у скандинавским, и из XII века у руским изворима као Корали.

## Географија
Карелија се налази у северозападном делу Русије. Простире се на површини од 172.400 km² и у њој живи 716.281 становник. Руси чине већину становништва (76,6%). Остали становници су Карели (9,2%), Белоруси (5,3%), Украјинци (2,7%) и Финци (2%).
Већина територије је под шумом. Постоји 60.000 језера у Карелији. Језера и мочваре заузимају површину од 2.000 km². Језеро Ладога и језеро Оњега су највећа језера у Европи. Друга језера су Његозеро, Пјаозеро, Сегозеро, Сјамозеро, Топозеро и Вигозеро. Карелија на североистоку излази на Бело море, а на западу граничи са Финском. Изузетно је богата минералима, укључујући дијаманте, ванадијум и молибден.

## Историја
Историјску Карелију је најпре контролисала Новгородска република. Од 13. века различите делове контролишу Швеђани и постаје део Шведске Карелије, док је Русија није добила споразумом из Ништата 1721.

## Становништво
| 1989.   | 2002.   | 2010.   |
| ------- | ------- | ------- |
| 791,317 | 645,205 | 643,548 |